# Æthelbald av Wessex
Æthelbald av Wessex, död 860, var en engelsk monark. Han var kung av Wessex 855-860. 